# Phtheochroa durbonana
Phtheochroa durbonana es una especie de polilla de la familia Tortricidae. La envergadura es de 20 mm. Se han registrado vuelos en adultos en julio.

## Distribución
Se encuentra en Alpes y en Irán.